# Roberto Luise
Roberto Luise (Padova, 15 luglio 1938) è un ex rugbista a 15 italiano.

## Biografia
Conosciuto anche come Luise III, era il fratello di Luigi Luise o Luise I. Aveva altri tre fratelli Renato Luise impegnato anch'egli nel rugby, Leone e Paolo impegnati nella pallavolo.

## Carriera
Cresciuto nelle giovanili del Petrarca, debutta in prima squadra e in serie A nel 1954. Nel 1959 si trasferisce ai concittadini delle Fiamme Oro, con cui vince due campionati. Nel 1961 torna al Petrarca, dove resterà fino a fine carriera, e diventa una delle colonne della squadra che tra il 1970 e il 1974 si aggiudica cinque titoli consecutivi. Dopo il ritiro rimarrà legato fino al 2015 alla società padovana ricoprendo diverse mansioni.
Con la Nazionale debutta il 29 marzo 1959 a Nantes nella sconfitta per 22-0 contro la Francia. L'ultima presenza in Nazionale è il 21 marzo 1972 a Ivrea contro la Spagna.

## Palmarès
- Campionati italiani: 7

Fiamme Oro: 1959-60, 1960-61
Petrarca: 1969-70, 1970-71, 1971-72, 1972-73, 1973-74